# One Piece: Chinjū-jima no Chopper-ōkoku
One Piece: Chinjū-jima no Chopper-ōkoku (ONE PIECE 珍獣島のチョッパー王国 Wan Pisu Chinjū-jima no Choppā-ōkoku?) (en español: La isla de los extraños monstruos: El reino de Chopper y en inglés: Chopper's Kingdom on the Island of Strange Animals) es la tercera película basada en la serie de manga y anime One Piece, estrenada el 2 de abril de 2002.

## Argumento
La tripulación llega a la isla Corona. En aquella isla los animales pueden hablar y deciden coronar a Chopper como su nuevo rey. Sin embargo, hay cazadores en busca de unos legendarios cuernos que dan a la persona que los consuma un inmenso poder. Luffy y su tripulación deben impedir la destrucción de este reino animal.

## Personajes

### Personajes principales
| - Monkey D. Luffy - Roronoa Zoro - Nami - Usopp - Sanji - Tony Tony Chopper |

### Exclusivos de la película
| - Momambi - General Hotdog - Count Butler - President Snake - Parrot - Karasuke |

## Música
Ending
- "Mabushikute" por Dasein